# مورغان سميث (ممثلة)
مورغان سميث (بالإنجليزية: Morgan Smith Goodwin)‏ هي مغنية وممثلة أمريكية، ولدت في 18 أغسطس 1985 في كولمان في الولايات المتحدة.

## وصلات خارجية
- مورغان سميث (ممثلة) على موقع IMDb (الإنجليزية)
- مورغان سميث (ممثلة) على موقع قاعدة بيانات الفيلم (الإنجليزية)